# 부모화
부모화(Parentification)는 아이가 부모나 형제들에게 부모처럼 행동하도록 강요된 역할 역전(role reverse)을 말한다. 극단적인 경우, 아이는 부모의 감정적 생활이 소외되면서 발생한 공허감을 채우는데 사용되기도 한다.
부모화 유형은 기술상에서 도구적 부모화(instrumental parentification)와 정서적 부모화(emotional parentification) 두 가지로 구분된다. 도구적 부모화는 가족의 물리적 과업을 완수하는 것과 관련되어 있어, 보통은 부모가 하는 것이 정상인 아픈 친척 돌보기, 비용 지불하기, 어린 동생들 돌보기 등을 한다. 정서적 부모화는 어린 자녀나 사춘기 자녀가 부모나 가족구성원의 친구나 중재자 역할을 감당해야 할 때 발생한다.

## 개념 탄생 이전의 이론적 배경들
- 멜리타 슈미데베르크(Melitta Schmideberg)는 1948년 연구에서 어떻게 정서박탈(emotional deprivation)이 부모로 하여금 의식적 혹은 무의식적으로 아이를 대리 부모 대상으로 대하게 하는지를 다루었다.
- 살바도르 미누친(Salvador Minuchin)이 고안한 배우자화(Spousification)와 부모아이(parental child)는 같은 현상을 다루는 개념이라고 할 수 있다. 개인의 바운더리를 침범하는 것에 있어 세대간 연속성에 관하여서는 더욱 검토되었다.
- 에릭 번(Eric Berne)은 부재하는 배우자 자리를 첫째로 대체할 때, 부모와 아이가 대칭관계(symmetrical relationship)를 형성하는 위험성을 언급하였다.
- 버지니아 사티어(Virginia Satir)는 역할기능 불일치(role function discrepancy)란 아버지가 흔히 맡는 가족 대표 역할을 아들이 맡게 되는 것이라고 하였다.
- 대상관계이론(Object relations theory)에서는 아이가 어려서 나이에 걸맞지 않게 부모적대상(parental object)을 돌봐야 할 때 아이의 거짓자아(false self)가 생겨나는 것에 대하여 조명하였다.
- 존 보울비(John Bowlby)는 불안애착(anxiously attached) 유형들에게서 보이는 강박적인 양육(compulsive caregiving)은 부모가 정상적인 관계를 전복시키고 아이에게 자신의 애착대상(attachment figure)이 되라고 압박하는 것이라고 보았다.

불안하고 전복된 부모양육 형태는 모두 부모화라는 범주로 귀납되어 왔다. 그 결과, 부모화라는 개념은 역설적으로 부모화 개념 안에서 기술되는 아이만큼 과중한 부담이 지워졌다는 비판도 일었다.

## 부모화되는 아이
실질적인 이유에서 자녀 중 나이 많은 아이, 대부분 첫째가 부모 역할로 선택된다. 그러나 첫째가 아니라도 나이가 많은 자녀가 선택되기도 하는데, 이는 부모 중 어느 한 쪽이 부재하는 경우 성별에 맞춰 대응시키려는 이유 때문이다.
따라서 가족 중에 장애가 있는 아이가 있을 경우, 손위 형제, 특히 여자 아이들이 부모화의 위험에 빠지기 쉽다. 아버지 대상이 부재하면 큰아들이 아버지라는 책임을 맡게 되지만, 성인 역할에 수반되는 자율성은 획득하지 못한다.
홀아비는 딸을 사별한 부인을 대신하는 사회적 감정적 역할로 삼는 '배우자화'가 발생한다. 엄마는 딸에게 돌봐주는 역할을 하도록 강요하기도 하는데, 이 경우 아이들이 정상적으로 사랑과 돌봄을 기대하는 것과는 반대된다.

## 자기애성 부모화
자기애성 부모화(Narcissistic parentification)는 아이가 부모의 이상화된 투사(idealised projection)를 강제로 떠맡으면서 발생한다. 이는 아이의 본성 발달을 대가로 치르고서, 아이에게 강압적인 완벽주의를 강요하는 것이다. 가동일시(假同一視, pseudo-identification)의 경우, 아이는 부모를 이상적 자아(ideal ego)로 본받고 그 성격을 맡도록 유도된다. 서구권에서는 호메로스(Homeros)가 묘사한 아킬레우스(Achilleus)의 모습에서 발견된다.

## 장점과 단점
부모화의 불가피한 부산물은 유년기를 잃어버린다는 것이다. 파괴적인 부모화로 인하여, 아이는 가족에 대한 과도한 책임을 떠맡지만, 아이의 역할에 대하여 타인은 알거나 지지해주는 것이 없다. 부모같은 양육자 역할을 맡음으로써 아이는 가족 내에서 있어야할 진정한 자리를 잃어버리고 외롭고 불확실한 상태로 남겨진다. 극단적 사례에서 아이는 육체이탈(disembodiment)이라는 개인의 기본적 자아정체성을 위협하는 자기애성 상처를 입는다.
이후의 삶에서, 부모화된 아이는 유기(abandonment)와 상실(loss)에 대한 불안을 경험한다.(유기공포) 그리고 대인관계에서 거절과 실망을 다루기 힘들어하는 모습도 보인다.
부모화의 모든 결과들은 부정적이다. 긍정적인 결과물은 없다. 성숙도(maturity)와 감정회복탄력성(emotional resilience)은 가족역동(family dynamic) 저변에 깔려있는 불안과 감정전이(displacement)로 연결된다.

## 사례연구
- 칼 융(Carl Jung)은 자서전에서 엄마가 항상 어른으로서 자신에게 이야기하였으며, 남편에게 털어놓지 못한 걸 자신에게 털어놓았다고 한다.
- 로렌스 반 더 포스트(Laurens van der Post)는 젊은 시절 융의 성장 배경에 대하여 언급하였고, 융 내부에서 나이든 남자 역할이 활성화한 것은 부모가 서로에게 제구실을 하지 못한 것의 결과라고 보았다.
- 패트릭 케이스먼트(Patrick Casement)는 T씨(Mr T) 사례를 보고하였다. T씨의 모친은 T씨의 모든 감정에 대하여 괴로워했고, T씨는 자신의 감정을 모친으로부터 차단하고, 모친을 어머니처럼 돌보게 되었다.

## 문학작품 사례
- 일본 고전소설 『겐지모노가타리(源氏物語)』에서 카오루(薫)의 어머니 온나산노미야(女三宮)는 아들이 방문해 주는 것이 큰 기쁨이었으며, 어쩔때는 아들이 아니라 아버지처럼 느껴졌다. 카오루는 이를 알고서 매우 슬퍼했다.

- 찰스 디킨스(Charles Dickens) 작품들 안에서 이른바 '가정의 천사(Angel in the house)'라고 일컬어지는 주인공들은 부모화된 자녀들에 해당한다. 대표적으로 디킨스의 소설 『데이비드 코퍼필드(David Copperfield)』의 주인공 아그네스 윅필드(Agnes Wickfield)는 알코올중독자 아버지의 부모 역할을 강제로 떠맡았으며(성인아이), 출산중 돌아가신 어머니의 이상적 자아에 완벽히 부합하기 위하여 노력한다. 아그네스는 늦게 결혼하였으며, 대인관계와 친밀감의 문제가 있었다. 남편 데이비드 코피필드가 자신의 사랑을 표현하기 전까지, 아그네스는 자신의 사랑을 데이비드에게 표현하지 못하였다. 그리고 아그네스는 자멸적 태도(self-defeating attitude)를 보이기도 한다. 아버지의 불운을 자기 탓으로 돌리기도 한다. 그러나 아그네스는 훌훌 털어내는 성격에 지략이 풍부하며 책임감도 있고 자기 학교를 세우는 등 자신의 일에도 열정을 보인다. 또한 주인공 데이비드 코퍼필드(David Copperfield)와 결혼하여, 소설 말미에서는 10년동안 둘이서 아이들과 함께 행복하게 잘 살게 된다.

- 부모화와 관련된 주제는 『트와일라잇(Twilight)』 시리즈에서도 발견할 수 있는데, 주인공 벨라 스완(Bella Swan)이 대표적이다.

## 같이 보기
- 공의존
- 대상관계이론
- 밀착
- 버지니아 사티어(Virginia Satir)
- 살바도르 미누친(Salvador Minuchin)
- 성인아이
- 에릭 번(Eric Berne)
- 역기능가정
- 유기공포 (심리학)
- 의존성 인격장애
- 존 보울비(John Bowlby)
- 착한아이 콤플렉스
- 친밀감에 대한 공포
- 칼 융(Carl Jung)